# هادسن هاوک
هادسون هاوک (به انگلیسی: Hudson Hawk) فیلمی ۱۰۰ دقیقه‌ای به کارگردانی مایکل لمان با بازی بروس ویلیس است.